# Boštjan Groznik
Boštjan Groznik (* 8. Juli 1982 in Brezje, SR Slowenien) ist ein slowenischer Eishockeyspieler, der seit 2002 bei HDD Olimpija Ljubljana unter Vertrag steht.

## Karriere
Boštjan Groznik begann seine Karriere als Eishockeyspieler beim HK Kranjska Gora, für dessen Profimannschaft er in der Saison 2000/01 sein Debüt in der slowenischen Eishockeyliga gab. Parallel kam er in seiner Premierenspielzeit zu einem Einsatz für den HK Jesenice in der Interliga. Mit Jesenice wurde der Verteidiger 2002 zudem Vizemeister hinter dem HDD Olimpija Ljubljana, zu dem er anschließend wechselte und für den er seit der Saison 2002/03 ausschließlich spielt. Mit dem Hauptstadtclub gewann der Nationalspieler in den Jahren 2003, 2004 und 2007 jeweils den slowenischen Meistertitel. Seit der Saison 2007/08 steht der Linksschütze für Ljubljana parallel in der Österreichischen Eishockey-Liga auf dem Eis und belegte mit seinem Team 2008 auf Anhieb den zweiten Platz hinter dem EC Red Bull Salzburg. Auch in den folgenden Jahren hatte er einen Stammplatz in Ljubljanas Team aus der EBEL.

### International
Für Slowenien nahm Groznik im Juniorenbereich an der U18-Junioren-B-Europameisterschaft 2000 teil. Im Seniorenbereich stand er im Aufgebot seines Landes bei der A-Weltmeisterschaft 2006 sowie der B-Weltmeisterschaft 2009.

## Erfolge und Auszeichnungen
| - 2002 Slowenischer Vizemeister mit dem HK Jesenice - 2003 Slowenischer Meister mit HDD Olimpija Ljubljana - 2004 Slowenischer Meister mit HDD Olimpija Ljubljana | - 2007 Slowenischer Meister mit HDD Olimpija Ljubljana - 2008 EBEL-Vizemeister mit HDD Olimpija Ljubljana |

## EBEL-Statistik
(Stand: Ende der Saison 2011/12)